# Luwsanscharawyn Rentsendordsch
Luwsanscharawyn Rentsendordsch (mongolisch Лувсаншаравын Рэнцэндорж, englisch Luvsansharavyn Rentsendorj, wiss. Transliteration Luvsanšaravyn Rėncėndorž; * 25. Februar 1946) ist ein ehemaliger mongolischer Judoka.
Er nahm 1972 an den Olympischen Spielen in München teil. In der Halbschwergewichtsklasse schied er in der ersten Runde gegen José Ibañez aus. In der Offenen Klasse unterlag er im Achtelfinale Jean-Claude Brondani, ging jedoch in der Hoffnungsrunde nicht an den Start.